# 衛立煌
衛 立煌（えい りつこう）は、中華民国の軍人。護法運動以来の南方政府（孫文派）生え抜きの軍人で、日中戦争（抗日戦争）と国共内戦における中国国民党（国民政府、国民革命軍）の主要な指揮官のひとりである。字は俊如、輝珊。

## 事績

### 孫文配下となる
田賦の登記・管理を担当していた地方役人の家庭に生まれる。辛亥革命勃発後に兄とともに和県で軍職に就いた。二次革命（第二革命）で革命派として参加したが、敗北して故郷に戻っている。1914年（民国3年）、漢口に移って兵士となった。1年の軍事訓練の後に上海を経由して広州に向かい、広東省長朱慶瀾の省軍に加わっている。
1917年（民国6年）9月、孫文（孫中山）が護法運動を開始し、広州で護法軍政府を樹立する。このとき、衛立煌は選抜されて孫の護衛部隊に加えられた。以後、衛は商団事件鎮圧や陳炯明討伐などで軍功をあげて着実に昇進していく。孫没後の1925年（民国14年）9月、蔣介石の下で国民革命軍第1軍第3師で団長に任ぜられた。

### 日中戦争前までの実績
翌1926年（民国15年）10月、衛立煌は何応欽指揮下で福建省の周蔭人討伐に参加する。衛はこの戦いで軍功をあげ、第14師師長に昇進した。1927年（民国16年）には、北伐における長江の戦いで孫伝芳軍撃破に貢献し、同年10月に第9軍副軍長兼南京衛戍副司令に昇進している。まもなく、陸軍大学将官特別班第1期で学んだ。
1930年（民国19年）初め、衛立煌は第45師師長に任命された。中原大戦では、津浦線と南京の防衛を担当している。1932年（民国21年）5月、中路軍第6縦隊指揮官として、鄂豫皖蘇区の紅軍を攻撃した。6月、第14軍軍長に任ぜられ、9月、豫鄂皖辺区剿匪総指揮に任ぜられている。翌1933年（民国22年）10月の第5次紅軍掃討戦では、衛は北路軍第2路軍第1縦隊指揮官に任命された。11月、福建事変が勃発すると、衛は第5路軍総指揮に任ぜられ、事変を起こした第19路軍を短期間で鎮圧している。1935年（民国24年）11月の中国国民党第5回全国代表大会で中央執行委員に選出された。

### 日中戦争での活躍
1937年（民国26年）、日中戦争（抗日戦争）勃発に伴い、衛立煌は第14集団軍総司令に任ぜられ、北平郊外などで日本軍と交戦を開始した。10月、第2戦区前敵総指揮に任ぜられ、板垣征四郎率いる第5師団を迎撃する。衛は八路軍ともよく連携し、第5師団に打撃を与えた。翌年1月、第2戦区副司令長官兼前敵総指揮、1939年（民国28年）1月には第1戦区司令長官と昇進した。9月、河南省政府主席兼全省保安司令に任ぜられている。
日本軍との戦いでは、衛立煌は朱徳ら中国共産党の幹部とも協力関係を構築し、蔣介石が反共方針を加速させても衛は容易に従おうとはしなかった。そのため1942年（民国31年）1月、猜疑を募らせた蔣により衛は第1戦区から異動を命じられ、軍事委員会西安弁公庁主任に左遷されている。
しかし、蔣介石も衛立煌の能力はやはり無視し得ず、1943年（民国32年）10月、陳誠と交代で中国遠征軍司令長官に衛を任命した。衛は雲南省保山県に駐留し、雲南省政府主席竜雲や中国・ビルマ・インド戦域米陸軍司令官ジョセフ・スティルウェルと協力関係を確立している。翌1944年（民国33年）5月より衛は雲南の日本軍に攻撃を開始する。1945年（民国34年）1月までに、衛は日本軍をほぼ掃討し、援蔣ルートも回復させた。3月、中国陸軍副総司令に昇進している。

### 国共内戦、晩年
日中戦争終結後の衛立煌は、国共内戦開始に反対し、共産党との問題は政治交渉により解決すべきと主張していた。蔣介石や陳誠がこれを容れずに内戦を推進するのを見ると、衛は1946年（民国35年）11月から外遊に赴き、翌1947年（民国36年）秋まで帰国しなかった。その間に内戦は、やはり衛の危惧どおり、国民党不利の形勢で推移していった。
1948年（民国37年）1月、蔣介石は陳誠の後任として衛立煌を東北剿匪総司令に任命し、中国人民解放軍に対処させた。しかし蔣は衛を信任せず、その指揮権を制限し、不利な情勢にもかかわらず無謀な攻勢を強行させるなどして、遼瀋戦役での大敗を招いてしまう。同年11月、責任逃れを図る蔣により衛は総司令を罷免されてしまった。1949年（民国38年）、衛は中国共産党から戦犯の1人として指名されている。国民党が敗北した後は、香港に寓居した。
戦犯と指名されていたにもかかわらず、衛立煌は中華人民共和国建国に際して、早くも祝電を打つなどしていた。そして1955年（民国44年）3月、衛は自ら北京入りしている。中華人民共和国も衛を歓迎し、戦犯としての罪を問おうとはしなかった。以後、衛は中国人民政治協商会議全国委員会常務委員、国防委員会副主席、中国国民党革命委員会（民革）中央常務委員などを歴任した。1960年1月17日、北京市で死去。享年64（満62歳）。

## 注
1. ↑  厳（1997）、137頁。
2. 1 2 3 4 5 6  徐主編（2007）、2614頁。
3. ↑  厳（1997）、137-138頁。
4. ↑  徐主編（2007）、2614頁によると、1931年10月卒業としている。
5. ↑  厳（1997）、138頁。
6. ↑  徐同上によると、1929年（民国18年）。
7. ↑  この頃に国民革命軍は軍縮・再編されたため、降格人事ではない。
8. ↑  徐同上。
9. ↑  厳（1997）、138-140頁。
10. ↑  厳（1997）、140-141頁。
11. ↑  厳（1997）、141-142頁。
12. ↑  厳（1997）、142-144頁。
13. ↑  厳（1997）、144-145頁。
14. ↑  厳（1997）、145-146頁。
15. ↑  厳（1997）、146頁。